# Daniel Dennetts torn
Skapa-och-testa-tornet (eng. Tower of Generate-and-Test) är en konceptuell modell formulerad av Daniel Dennett för att beskriva utvecklingen av människans och andra djurs medvetande. Modellen består av fyra steg, darwinistiska, skinnerska, popperska och gregorianska varelser.  Alla dessa steg utgör olika grader av medvetande. Det centrala i varje steg i tornet är att på varje trappsteg tillägnar sig en varelse en förmåga i sitt medvetande. Varje förmåga som tilläggs gör att varelsen hittar bättre lösningar på ett effektivare sätt. Det finns dock inga klarlagda perioder när dessa organismer tillägnade sig dessa förmågor i evolutionshistorien.

## Daniel Dennetts torn

### Darwinistiska varelser

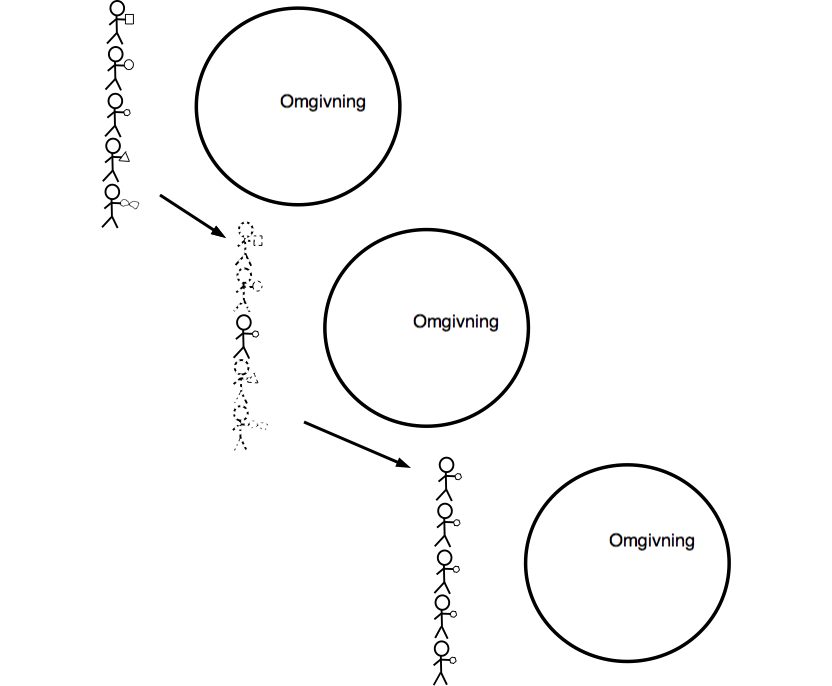
Varelserna har olika egenskaper och bara varelsen med gynnande egenskaper överlever och fortplantar sig.

Första steget i tornet är skapa och testa. Detta trappsteg är uppkallat efter Charles Darwin. I detta steg existerade endast darwinistiska varelser där dessa gallrades genom naturligt urval, att de bäst anpassade för miljön överlever. Här bildades olika organismer i form av både växter och djur. Dessa organismer testade sig fram tills att de hittade en lösning och endast de bästa överlevde. De organismer som överlevde formade konstruktioner som hade Fenotypisk plasticitet, vilket betyder att de individuella organismerna inte var färdigutvecklade under födseln. Detta innebar att de kunde formas om utefter testningens gång. Det enda sättet för en organism att veta om lösningen passade den var ifall den fick positiv respektive negativ respons från omgivningen. Detta påverkade sedan organismens tendens att återupprepa samma handling i samma situation. De varelser som uppkom med fel i återkopplingen mellan positiv och negativ respons var inte lika anpassningsbara i förhållande till sin miljö och spred sig därför inte lika väl.

### Skinnerska varelser

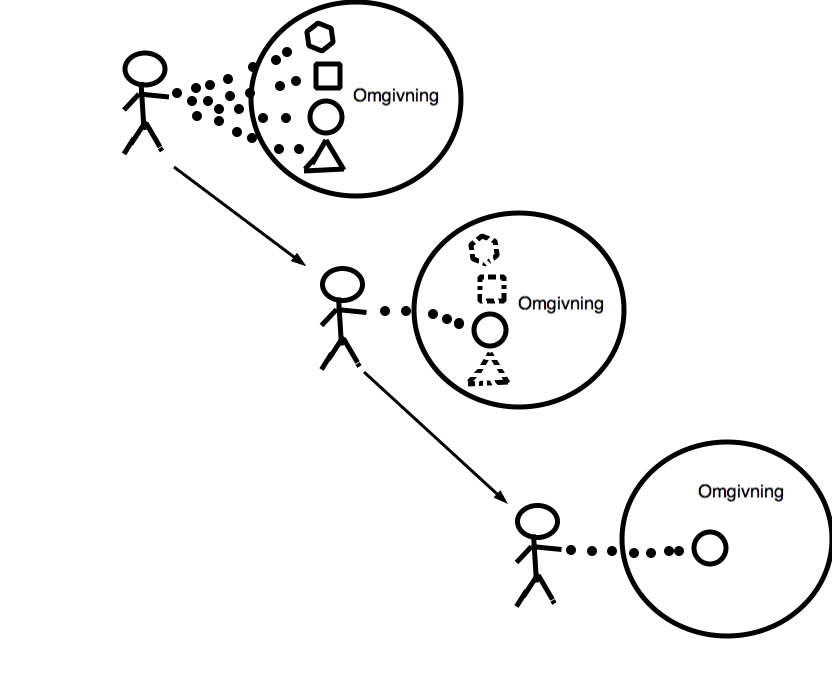
Varelserna testar sig fram i blindo och får olika reaktioner och så väljs en egenskap som ger positiv respons och de väljer då denna reaktion nästa gång.

Steg två i tornet är skapa och testa. Dessa organismer har döpts efter psykologen Frederic Skinner. Dessa varelser och organismer har förmågan att lära sig av sina erfarenheter, till skillnad från de i föregående trappsteg, darwinistiska varelser. De beteenden som blev förstärkta med en positiv respons upprepades igen i samma typ av situation. Det som fick en negativ respons undveks. På detta vis blev skinnerska varelser rustade för att klara kommande situationer. Detta beteende kallade Skinner för betingat beteende.  Skinner hävdade att det blir en betingningsprocess och att det inte enbart beror på naturligt urval. Det var att låta miljön, omgivningen ha en roll i blindo som påverkar varelsen. Detta formar sedan varelsens medvetande. Nackdelen är om du gör något fel och avlider, vilket Skinner kallade för Trial-and-error. Detta menas att varelserna testar sig fram och ser vad som händer.

### Popperska varelser

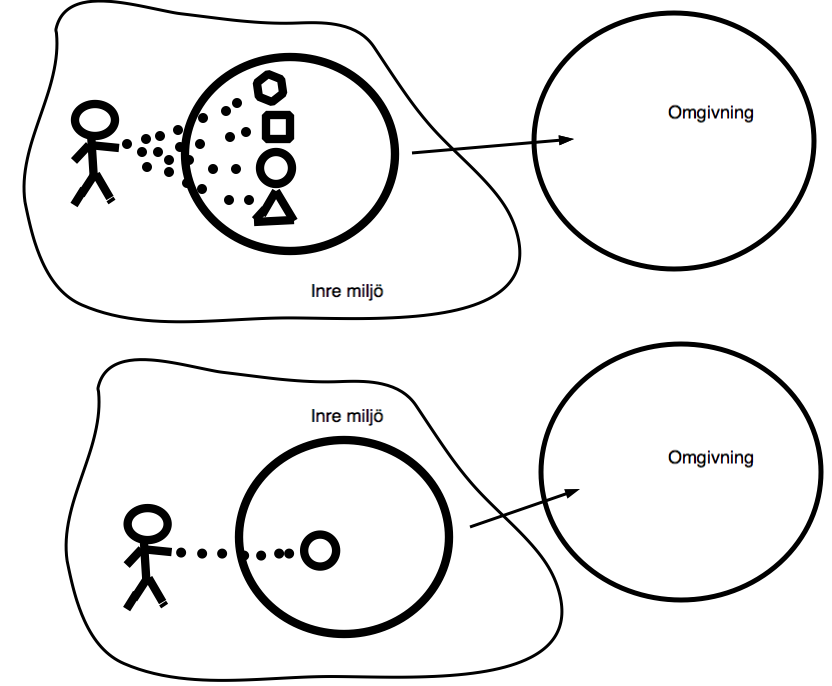
Varelsen testar sig fram i sin ”inre värld” och kommer då fram till vilken reaktion som borde ge den mest gynnsamma responsen.

Steg tre i tornet är skapa och testa. Dessa varelser har döpts efter filosofen Karl Popper. Popperska varelser kan i sin ”inre värld”, medvetandet, simulera det som kan hända och konsekvenserna av den tänkta handlingen. Utifrån detta kan en tolkning ske om handlingen skall göras eller inte. Det som är den avgörande domaren om handlingen skall utföras eller inte är kroppen. Reagerar kroppen med rädsla är det förmodligen inte bra att utföra den specifika handlingen. Det hela blir en hypotes i varelsens medvetande, som skapas och ”dör” istället för varelsen om en negativ respons sker. Allt börjar med att vi observerar någon händelse och blir medvetna om något. Nästa steg är att vi skapar en representation av handlingen i vårt medvetande. Dessa representationer bygger tillsammans med olika dynamiska processer, varelsernas ”inre värld”. De dynamiska processerna behövs för att kunna uppskatta vilken typ av respons en viss handling får.

### Gregorianska varelser

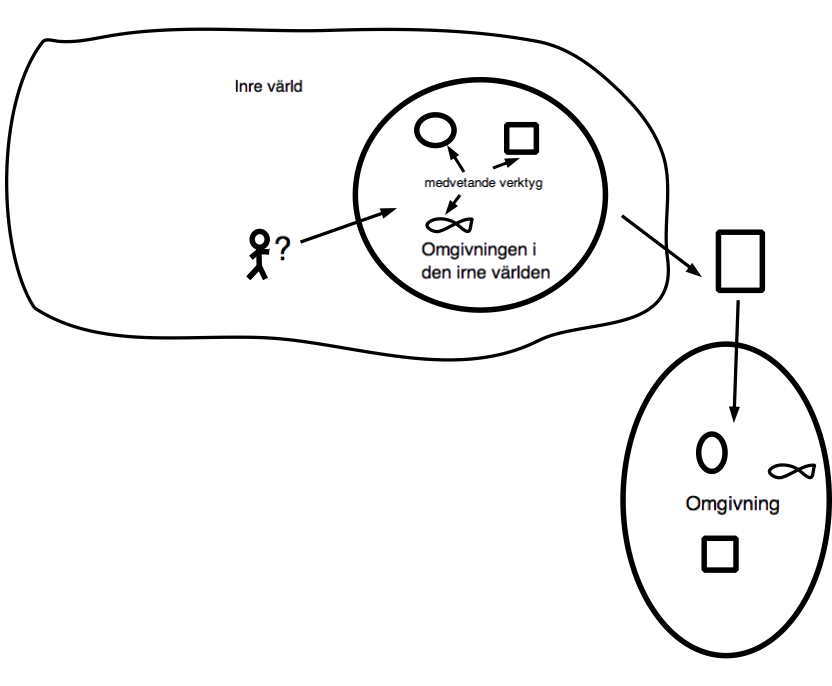
Gregorianska varelser importerar verktyg från miljön och kulturen runt om dem för att sedan använde det verktyg som passar bäst för den situation varelsen är i.

Fjärde steget i tornet är skapa och testa. Det är uppkallat efter den brittiska psykologen Richard Gregory. Dessa varelser har förmågan, till skillnad från popperska, skinnerska och darwinistiska varelser, att kunna hämta konstruerade och kopierade bilder från miljön och kulturen. Detta vill säga att vi till exempel inte behöver uppfinna hjulet en gång till för att vi redan har konstruktionen, då det har gått från generation till generation och vår kultur. Dessa varelser hämtar medvetandeverktyg från sin miljö och kultur och använder dessa för att förbättra deras egen förmåga till handling och intelligens. Ju mer komplicerade verktyg varelsen hämtar och använder, desto mer intelligenspotential får varelsen som utför handlingen. Till skillnad från skinnerska varelser som ställer sig frågan ”vad ska jag göra härnäst” och sedan testar, vilket kan leda till dödlig utgång, ser en gregoriansk varelse detta i sin inre värld och drar också nytta av hur andra varelser löser sina problem. Dessa varelser drar nytta av de medvetandeverktyg som redan har uppfunnits och förbättrats. Detta medför att dessa varelser tänker bättre om vad som borde fungera bäst i en kommande situation. Dessa varelsers reflektionsförmåga utvidgas och hindras inte av några bestämda gränser.